# Maatje
Das Maatje, auch Mäßlein, war ein kleines niederländisches Volumen- und Getreidemaß. Es war dem belgischen Mesurette gleich. Als ausgesprochenes Flüssigkeitsmaß wurde es mit Glas bezeichnet.
- 1 Maatje = 1 Deziliter = 10 Vingerhoed/Fingerhut
- 1 Kan = 10 Maatje = 1 Liter